# Rhinoclemmys rubida
Espèce
Synonymes
- Chelopus rubidus Cope, 1870
- Rhinoclemmys mexicana Gray, 1870
- Geoemyda rubida perixantha Mosimann & Rabb, 1953

Statut de conservation UICN

 NT  : Quasi menacé
Rhinoclemmys rubida est une espèce de tortues de la famille des Geoemydidae.

## Répartition
Cette espèce est endémique du Mexique :
- Rhinoclemmys rubida perixantha se rencontre dans les États de Colima, de Jalisco et de Michoacán ;
- Rhinoclemmys rubida rubida se rencontre dans les États du Chiapas et d'Oaxaca.

Sa présence est incertaine au Guatemala.

## Liste des sous-espèces
Selon TFTSG (8 janvier 2013) :
- Rhinoclemmys rubida perixantha (Mosimann & Rabb, 1953)
- Rhinoclemmys rubida rubida (Cope, 1870)

## Publications originales
- Cope, 1870 "1869" : Seventh Contribution to the Herpetology of Tropical America. Proceedings of the American Philosophical Society, vol. 11, no 81, p. 147-192 (texte intégral).
- Mosimann & Rabb, 1953 : A new subspecies of the turtle Geoemyda rubida (Cope) from western Mexico. Occasional Papers of the Museum of Zoology, University of Michigan, no 548, p. 1-7 (texte intégral).